# Стадион Лахти
Стадион Лахти (фин. Lahden stadion) — перепрофилируемый стадион в Лахти, Финляндия. Зимой стадион используется как место проведения соревнований по лыжным гонкам и по биатлону. Летом он преимущественно используется в футбольных матчах и является домашней ареной местной футбольной команды «Лахти». Стадион вмещает 14,500 зрителей и был построен в 1981 году.
Стадион также широко известен как место проведения соревнований по лыжным гонкам и биатлону. Стадион Лахден располагается по соседству со стадионом на котором проводятся соревнования по прыжкам с трамплина, и дважды принимал Чемпионат мира по лыжным видам спорта в (1989 и 2001 году) и бесчисленные соревнования кубка мира по горнолыжному спорту. Стадион трижды принимал Чемпионат мира по биатлону в (1981, 1991 и 2000 году), а также много лет принимал один из этапов кубка мира по биатлону.